# Cecropia marginalis
Cecropia marginalis är en nässelväxtart som beskrevs av José Cuatrecasas. Cecropia marginalis ingår i släktet Cecropia och familjen nässelväxter. Inga underarter finns listade i Catalogue of Life.